# Polka-caprice voor piano
Polka-caprice voor piano is een compositie van Hjalmar Borgstrøm. Het werk heeft officieus het opusnummer 1 binnen zijn oeuvre meegekregen. Het is (zeer waarschijnlijk) zijn eerst gepubliceerde werk. De uitgeverij was die van Petter Håkonsen (plate 294), een kleine uitgeverij die later opgeslokt werd door grotere. De officieuze aanduiding heeft te maken met het feit dat de componist het werkje nog geschreven heeft onder zijn oorspronkelijke naam Hjalmar Jensen, en dat van Borgstrøm geen officieel opusnummer 1 bekend is. Borgstrøm schreef onder de namen Jensen en Jensson meerdere polka's zoals ook zijn Ridderpolka, die nooit in de opuslijst is opgenomen. In 1887 wijzigde Jensen zijn naam.